# ベティ・グレイブル
ベティ・グレイブル（Betty Grable、本名：Elizabeth Ruth Grable、1916年12月18日 - 1973年7月2日）は、アメリカ合衆国の女優。ミズーリ州セントルイス出身。

## 経歴
姉が1人と兄が1人の末っ子。しかし兄は2歳になる前に亡くなる。母親が芸能界入りを熱心に勧め、1929年に映画デビュー。当時13歳だったが、母は娘の年齢を15歳と偽ったという。翌年サミュエル・ゴールドウィンと契約し、コーラスのゴールドウィン・ガールズのメンバーになった。その後RKO、パラマウントへ移籍するが脇役やB級映画への出演が続く。
パラマウントとの契約終了後、ブロードウェイでエセル・マーマン主演のミュージカル「デュバリーは貴婦人」に出演し、好評を得た。この舞台を見ていたダリル・F・ザナックにスカウトを受け20世紀フォックスに入る。アリス・フェイが病気で降板した「遥かなるアルゼンチン」（1940）に代役で起用され、映画は大ヒットしグレイブルの人気も急上昇した。
第二次世界大戦中は1番人気のピンナップガールで、百万ドルの脚線美と謳われた。トップテン・マネーメイキングスターに10年連続（1942年〜1951年）でランクインするなど絶大な人気を誇った。全盛期が戦時中だったこともあり、日本では劇場未公開に終わった出演作も多い。
「紳士は金髪がお好き」（1953）は元々グレイブル主演の企画だったが、フォックスと契約で揉めていたため代わりにマリリン・モンローが出演。モンローとは次作「百万長者と結婚する方法」で共演している。1955年に映画から引退した後は、夫のハリー・ジェイムスと共にラスベガスのショーへ出演したり、「ハロー・ドーリー!」のロングラン公演に登場している。

### プライベート
結婚は2回。最初はジャッキー・クーガンと1937年にしたが1939年に離婚。バンドリーダーであったハリー・ジェイムスとの2回目の結婚は1943年から1965年まで続き子供を2人もうけた。
肺癌のため、56歳でカリフォルニア州サンタモニカにて死去した。

## 主な出演作
| 公開年 | 邦題 原題                                                           | 役名                           | 備考           |
| ------ | ------------------------------------------------------------------- | ------------------------------ | -------------- |
| 1930   | フーピー Whoopee!                                                   | ゴールドウィン・ガール         | クレジットなし |
| 1930   | フォックス・フォーリース New Movietone Follies of 1930              |                                | クレジットなし |
| 1931   | 突貫勘太 Palmy Days                                                 | ゴールドウィン・ガール         | クレジットなし |
| 1932   | 仰言ひましたわネ The Greeks Had a Word for Them                     | ハット・チェック・ガール       | クレジットなし |
| 1932   | カンターの闘牛士 The Kid from Spain                                 | ゴールドウィン・ガール         | クレジットなし |
| 1933   | 大帝国行進曲 Cavalcade                                              | カウチの女性                   |                |
| 1934   | コンチネンタル The Gay Divorcee                                     |                                |                |
| 1936   | 女学生大行進 Collegiate                                             | ドロシー                       |                |
| 1936   | 艦隊を追って Follow the Fleet                                       | 歌手                           |                |
| 1936   | フットボール・パレード Pigskin Parade                               | ローラ・ワトソン               |                |
| 1937   | 人気スタア罷り通る This Way Please                                  | ジェーン・モロー               |                |
| 1938   | カレッジ・スイング College Swing                                    | ベティ                         |                |
| 1938   | 恋する水兵 Give Me a Sailor                                         | ナンシー・ラーキン             |                |
| 1938   | 学園の告白 Campus Confessions                                       | ジョイス・ギルモア             |                |
| 1940   | 遥かなるアルゼンチン Down Argentine Way                             | グレンダ・クロフォード         |                |
| 1941   | マイアミの月 Moon Over Miami                                        | ケイ・ラティマー               |                |
| 1941   | 英空軍のアメリカ人 A Yank in the RAF                                | キャロル・ブラウン             |                |
| 1942   | ロッキーの春風 Springtime in the Rockies                            | ヴィッキー・レイン             |                |
| 1944   | ピンナップ・ガール Pin Up Girl                                      | ロリー・ジョーンズ             |                |
| 1945   | ドリー・シスターズ The Dolly Sisters                                | ジェニー・ドリー               |                |
| 1948   | あのアーミン毛皮の貴婦人 That Lady in Ermine                        | フランチェスカ／アンジェリーナ |                |
| 1949   | バシュフル盆地のブロンド美人 The Beautiful Blonde from Bashful Bend | フレディ                       |                |
| 1953   | 百万長者と結婚する方法 How to Marry a Millionaire                   | ロコ・デンプシー               |                |
| 1955   | 私の夫は二人いる Three for the Show                                 | ジュリー                       |                |

## 参照
1. ↑  “The Girl with the Million Dollar Legs”. A Betty Grable Biography.   Betty Grable Inc. (2008年). 2013年2月28日閲覧。
2. 1 2  “Betty Grable – Broadway Cast & Staff | IBDB”. www.ibdb.com. 2024年4月9日閲覧。